# República Checa en los Juegos Paralímpicos de Lillehammer 1994
La República Checa estuvo representada en los Juegos Paralímpicos de Lillehammer 1994 por seis deportistas masculinos.

## Medallistas
El equipo paralímpico checo obtuvo las siguientes medallas:
| Nombre          | Deporte      | Evento                  |
| --------------- | ------------ | ----------------------- |
| Oro             |              |                         |
| —               |              |                         |
| Plata           |              |                         |
| —               |              |                         |
| Bronce          |              |                         |
| Stanislav Loska | Esquí alpino | Eslalon LW6/8 masculino |